# Hellmut Röhnisch
Hugo Hellmut  Röhnisch, född 7 april 1914 i Zeitz i Tyskland, död 5 maj 1996 i Örebro i Sverige var en  svensk språkman, företagare och idrottsman. 
Röhnisch växte upp och gick i skola i  Kassel. I april 1933 lämnade han Tyskland av politiska skäl tillsammans med ett par unga landsmän och undkom därmed att bli ställd inför rätta och fängslad i det då politiskt instabila Tyskland. Huvudsakligen till fots via Polen, de baltiska staterna och Finland kom han till Sverige och bosatte sig sedermera i Örebro.
Röhnisch blev 1945 den förste svenske mästaren i gymnastik. Han tävlade även i svenska mästerskapen i simhopp. Röhnisch hade uppdrag som internationell domare i gymnastik och var Internationella Gymnastikförbundets (FIG) officielle tolk vid de flesta olympiader, världsmästerskap och andra internationella gymnastiktävlingar fram till 1988 i Seoul. Han talade 14 språk och simultantolkade mellan de flesta  av dessa språk. Röhnisch valdes 1987 in som hedersmedlem i  det internationella gymnastikförbundet. 
År 1945 startade Röhnisch ett företag med inriktning på gymnastikredskap som så småningom också utvidgades till att också omfatta gymnastikkläder. Företaget drivs alltjämt av sonen Claes och sonsonen Fredrik Röhnisch. Röhnisch Sportswear är idag specialiserat på tränings- och golfkläder för kvinnor.  
Hellmut Röhnischs far, Ewald Röhnisch, var en ledande person inom Ido-rörelsen i Tyskland under början av 1900-talet och sonen Hellmut kunde redan som 10-åring prata Ido flytande. Hellmut Röhnisch var mycket aktiv i den internationella och svenska Ido-rörelsen och han var mångårig ordförande i både ULI – det internationella Ido-förbundet och det Svenska Ido-förbundet.
När det Svenska Ido-förbundet upplöstes 1996 kom dess tillgångar att bilda Ido-stiftelsen för språkforskning till Hellmut Röhnisch minne.